# Elezioni comunali in Sardegna del 2002
Il 26 maggio 2002 (con ballottaggio il 9 giugno) in Sardegna si tennero le elezioni per il rinnovo di numerosi consigli comunali.

## Riepilogo Sindaci Eletti
| Provincia | Comune   | Sindaco uscente | Sindaco uscente       | Sindaco eletto | Sindaco eletto        | Primo turno | Primo turno    | Secondo turno | Secondo turno | Seggi   |       |       |         |
| --------- | -------- | --------------- | --------------------- | -------------- | --------------------- | ----------- | -------------- | ------------- | ------------- | ------- | ----- | ----- | ------- |
| Provincia | Comune   | Cagliari        | Selargius             |                | Ilario Contu (AN)     |             | Mario Sau (DS) | 5.118         | 32,81         | Seggi   | 6.809 | 51,87 | 12 / 20 |
| Sassari   | Alghero  |                 | Antonio Baldino (PPI) |                | Marco Tedde (FI)      | 9.377       | 33,65          | 12.838        | 56,33         | 18 / 30 |       |       |         |
| Sassari   | Olbia    |                 | Settimo Nizzi (FI)    |                | Settimo Nizzi (FI)    | 15.895      | 53,24          | _             | _             | 24 / 40 |       |       |         |
| Oristano  | Oristano |                 | Piero Ortu (Ind.)     |                | Antonio Barberio (AN) | 7.721       | 36,45          | 9.283         | 52,74         | 24 / 40 |       |       |         |

## Provincia di Cagliari

### Selargius
| Candidati                            | Candidati            | II turno             | II turno     | I turno | I turno | Liste                   | Voti   | %     | Seggi |
| Candidati                            | Candidati            | Voti                 | %            | Voti    | %       | Liste                   | Voti   | %     | Seggi |
| ------------------------------------ | -------------------- | -------------------- | ------------ | ------- | ------- | ----------------------- | ------ | ----- | ----- |
|                                      | Mario Sau ✔️ Sindaco | 6 809                | 51,87        | 5 118   | 32,81   | Democratici di Sinistra | 2 548  | 18,44 | 8     |
| La Margherita                        | Mario Sau ✔️ Sindaco | 6 809                | 51,87        | 5 118   | 32,81   | 963                     | 6,97   | 3     |       |
| Partito della Rifondazione Comunista | Mario Sau ✔️ Sindaco | 6 809                | 51,87        | 5 118   | 32,81   | 581                     | 4,20   | 1     |       |
| IdV - PdCI - FdV                     | Mario Sau ✔️ Sindaco | 6 809                | 51,87        | 5 118   | 32,81   | 219                     | 1,59   | –     |       |
|                                      | Franco Cordeddu      | 6 318                | 48,13        | 6 632   | 42,52   | Forza Italia            | 2 090  | 15,13 | 2     |
| Riformatori Sardi                    | Franco Cordeddu      | 6 318                | 48,13        | 6 632   | 42,52   | 1 153                   | 8,34   | 1     |       |
| Alleanza Nazionale                   | Franco Cordeddu      | 6 318                | 48,13        | 6 632   | 42,52   | 1 034                   | 7,48   | 1     |       |
| Uniti per Selargius                  | Franco Cordeddu      | 6 318                | 48,13        | 6 632   | 42,52   | 1 030                   | 7,45   | 1     |       |
| Unione Democratica per la Repubblica | Franco Cordeddu      | 6 318                | 48,13        | 6 632   | 42,52   | 893                     | 6,46   | –     |       |
| Nuovo PSI                            | Franco Cordeddu      | 6 318                | 48,13        | 6 632   | 42,52   | 291                     | 2,11   | –     |       |
| Seggio di coalizione                 | Seggio di coalizione | Seggio di coalizione | 48,13        | 6 632   | 42,52   | 1                       |        |       |       |
|                                      | Franco Camba         | Franco Camba         | Franco Camba | 3 849   | 24,67   | Cristiani Democratici   | 960    | 6,95  | 1     |
| Città e Quartieri                    | Franco Camba         | Franco Camba         | Franco Camba | 3 849   | 24,67   | 872                     | 6,31   | –     |       |
| Azzurro Selargius                    | Franco Camba         | Franco Camba         | Franco Camba | 3 849   | 24,67   | 747                     | 5,41   | –     |       |
| Terzo Millennio                      | Franco Camba         | Franco Camba         | Franco Camba | 3 849   | 24,67   | 436                     | 3,16   | –     |       |
| Seggio di coalizione                 | Seggio di coalizione | Seggio di coalizione | Franco Camba | 3 849   | 24,67   | 1                       |        |       |       |
| Totale                               | Totale               | 13 127               | 100          | 15 599  | 100     |                         | 13 817 | 100   | 20    |
|                                      |                      |                      |              |         |         |                         |        |       |       |
| Fonte: Ministero dell'interno        |                      |                      |              |         |         |                         |        |       |       |

## Provincia di Oristano

### Oristano
| Candidati                                    | Candidati                   | II turno             | II turno    | I turno | I turno | Liste                                | Voti   | %     | Seggi |
| Candidati                                    | Candidati                   | Voti                 | %           | Voti    | %       | Liste                                | Voti   | %     | Seggi |
| -------------------------------------------- | --------------------------- | -------------------- | ----------- | ------- | ------- | ------------------------------------ | ------ | ----- | ----- |
|                                              | Antonio Barberio ✔️ Sindaco | 9 283                | 52,74       | 7 721   | 36,45   | Partito del Popolo Sardo             | 2 334  | 11,54 | 8     |
| Unione dei Democratici Cristiani e di Centro | Antonio Barberio ✔️ Sindaco | 9 283                | 52,74       | 7 721   | 36,45   | 2 290                                | 11,32  | 7     |       |
| Alleanza Nazionale                           | Antonio Barberio ✔️ Sindaco | 9 283                | 52,74       | 7 721   | 36,45   | 1 683                                | 8,32   | 5     |       |
| Riformatori Sardi                            | Antonio Barberio ✔️ Sindaco | 9 283                | 52,74       | 7 721   | 36,45   | 1 167                                | 5,77   | 4     |       |
|                                              | Pasqualina Ibba             | 8 320                | 47,26       | 6 923   | 32,68   | Democratici di Sinistra              | 2 002  | 9,90  | 3     |
| La Margherita                                | Pasqualina Ibba             | 8 320                | 47,26       | 6 923   | 32,68   | 2 002                                | 9,90   | 2     |       |
| Socialisti Democratici Italiani              | Pasqualina Ibba             | 8 320                | 47,26       | 6 923   | 32,68   | 846                                  | 4,18   | 1     |       |
| Partito Sardo d'Azione                       | Pasqualina Ibba             | 8 320                | 47,26       | 6 923   | 32,68   | 468                                  | 2,31   | –     |       |
| Partito della Rifondazione Comunista         | Pasqualina Ibba             | 8 320                | 47,26       | 6 923   | 32,68   | 374                                  | 1,85   | –     |       |
| Italia dei Valori - PdCI                     | Pasqualina Ibba             | 8 320                | 47,26       | 6 923   | 32,68   | 156                                  | 0,77   | –     |       |
| Seggio di coalizione                         | Seggio di coalizione        | Seggio di coalizione | 47,26       | 6 923   | 32,68   | 1                                    |        |       |       |
|                                              | Pietro Arca                 | Pietro Arca          | Pietro Arca | 6 540   | 30,87   | Unione Democratica per la Repubblica | 3 322  | 16,42 | 4     |
| Forza Italia                                 | Pietro Arca                 | Pietro Arca          | Pietro Arca | 6 540   | 30,87   | 2 015                                | 9,96   | 2     |       |
| Per Oristano                                 | Pietro Arca                 | Pietro Arca          | Pietro Arca | 6 540   | 30,87   | 815                                  | 4,03   | 1     |       |
| Oristano al Centro                           | Pietro Arca                 | Pietro Arca          | Pietro Arca | 6 540   | 30,87   | 754                                  | 3,73   | 1     |       |
| Seggio di coalizione                         | Seggio di coalizione        | Seggio di coalizione | Pietro Arca | 6 540   | 30,87   | 1                                    |        |       |       |
| Totale                                       | Totale                      | 17 603               | 100         | 21 184  | 100     |                                      | 20 228 | 100   | 40    |
|                                              |                             |                      |             |         |         |                                      |        |       |       |
| Fonte: Ministero dell'interno                |                             |                      |             |         |         |                                      |        |       |       |

## Provincia di Sassari

### Alghero
| Candidati                                    | Candidati              | II turno             | II turno         | I turno | I turno | Liste                          | Voti   | %     | Seggi |
| Candidati                                    | Candidati              | Voti                 | %                | Voti    | %       | Liste                          | Voti   | %     | Seggi |
| -------------------------------------------- | ---------------------- | -------------------- | ---------------- | ------- | ------- | ------------------------------ | ------ | ----- | ----- |
|                                              | Marco Tedde ✔️ Sindaco | 12 838               | 56,33            | 9 377   | 33,65   | Forza Italia                   | 3 351  | 12,73 | 6     |
| Partito del Popolo Sardo                     | Marco Tedde ✔️ Sindaco | 12 838               | 56,33            | 9 377   | 33,65   | 2 780                          | 10,56  | 5     |       |
| Alleanza Nazionale                           | Marco Tedde ✔️ Sindaco | 12 838               | 56,33            | 9 377   | 33,65   | 2 077                          | 7,89   | 3     |       |
| Unione dei Democratici Cristiani e di Centro | Marco Tedde ✔️ Sindaco | 12 838               | 56,33            | 9 377   | 33,65   | 1 719                          | 6,53   | 3     |       |
| Sarditas                                     | Marco Tedde ✔️ Sindaco | 12 838               | 56,33            | 9 377   | 33,65   | 656                            | 2,49   | 1     |       |
|                                              | Gerolamo Colavitti     | 9 953                | 43,67            | 8 152   | 29,25   | Democratici di Sinistra        | 2 097  | 7,96  | 2     |
| Città Futura                                 | Gerolamo Colavitti     | 9 953                | 43,67            | 8 152   | 29,25   | 1 710                          | 6,49   | 2     |       |
| Alghero Viva                                 | Gerolamo Colavitti     | 9 953                | 43,67            | 8 152   | 29,25   | 1 684                          | 6,40   | 2     |       |
| Socialisti Democratici Italiani              | Gerolamo Colavitti     | 9 953                | 43,67            | 8 152   | 29,25   | 814                            | 3,09   | –     |       |
| UDEUR - Città Solidale                       | Gerolamo Colavitti     | 9 953                | 43,67            | 8 152   | 29,25   | 695                            | 2,64   | –     |       |
| Partito della Rifondazione Comunista         | Gerolamo Colavitti     | 9 953                | 43,67            | 8 152   | 29,25   | 438                            | 1,66   | –     |       |
| Seggio di coalizione                         | Seggio di coalizione   | Seggio di coalizione | 43,67            | 8 152   | 29,25   | 1                              |        |       |       |
|                                              | Giuseppe Giorico       | Giuseppe Giorico     | Giuseppe Giorico | 5 877   | 21,09   | Lista Giorico                  | 3 676  | 13,96 | 3     |
| Insieme per Alghero                          | Giuseppe Giorico       | Giuseppe Giorico     | Giuseppe Giorico | 5 877   | 21,09   | 597                            | 2,27   | –     |       |
| Progresso e Lavoro                           | Giuseppe Giorico       | Giuseppe Giorico     | Giuseppe Giorico | 5 877   | 21,09   | 398                            | 1,51   | –     |       |
| Seggio di coalizione                         | Seggio di coalizione   | Seggio di coalizione | Giuseppe Giorico | 5 877   | 21,09   | 1                              |        |       |       |
|                                              | Piera Fancellu         | Piera Fancellu       | Piera Fancellu   | 1 590   | 5,71    | Arcobaleno - Stella Nascente   | 942    | 3,58  | –     |
| Decretamento Amministrativo                  | Piera Fancellu         | Piera Fancellu       | Piera Fancellu   | 1 590   | 5,71    | 121                            | 0,46   | –     |       |
| Seggio di coalizione                         | Seggio di coalizione   | Seggio di coalizione | Piera Fancellu   | 1 590   | 5,71    | 1                              |        |       |       |
|                                              | Elia Vacca             | Elia Vacca           | Elia Vacca       | 961     | 3,45    | Partito dei Comunisti Italiani | 600    | 2,28  | –     |
|                                              | Giulio Spanu           | Giulio Spanu         | Giulio Spanu     | 538     | 1,93    | Partito Sardo d'Azione         | 633    | 2,40  | –     |
|                                              | Antonio Baldino        | Antonio Baldino      | Antonio Baldino  | 528     | 1,89    | Iniziativa Popolare            | 443    | 1,68  | –     |
|                                              | Raniero Selva          | Raniero Selva        | Raniero Selva    | 513     | 1,84    | La Margherita                  | 625    | 2,37  | –     |
|                                              | Andrea Idda            | Andrea Idda          | Andrea Idda      | 332     | 1,19    | Lista Civica                   | 274    | 1,04  | –     |
| Totale                                       | Totale                 | 22 791               | 100              | 27 868  | 100     |                                | 26 330 | 100   | 30    |
|                                              |                        |                      |                  |         |         |                                |        |       |       |
| Fonte: Ministero dell'interno                |                        |                      |                  |         |         |                                |        |       |       |

### Olbia
|                                              | Settimo Nizzi ✔️ Sindaco | 15 895               | 53,24 | Forza Italia | 7 140  | 25,44 | 13 |  |  |
| Alleanza Nazionale                           | Settimo Nizzi ✔️ Sindaco | 15 895               | 53,24 | 2 567        | 9,15   | 4     |    |  |  |
| Unione dei Democratici Cristiani e di Centro | Settimo Nizzi ✔️ Sindaco | 15 895               | 53,24 | 1 568        | 5,59   | 2     |    |  |  |
| Riformatori Sardi                            | Settimo Nizzi ✔️ Sindaco | 15 895               | 53,24 | 1 505        | 5,36   | 2     |    |  |  |
| Unione Democratica per la Repubblica         | Settimo Nizzi ✔️ Sindaco | 15 895               | 53,24 | 1 285        | 4,58   | 2     |    |  |  |
| Nuovo PSI                                    | Settimo Nizzi ✔️ Sindaco | 15 895               | 53,24 | 950          | 3,38   | 1     |    |  |  |
|                                              | Gian Piero Scanu         | 13 958               | 46,76 | Olbia Viva   | 2 848  | 10,15 | 3  |  |  |
| Democratici di Sinistra                      | Gian Piero Scanu         | 13 958               | 46,76 | 2 401        | 8,55   | 3     |    |  |  |
| La Margherita                                | Gian Piero Scanu         | 13 958               | 46,76 | 2 231        | 7,95   | 3     |    |  |  |
| UDEUR                                        | Gian Piero Scanu         | 13 958               | 46,76 | 2 149        | 7,66   | 3     |    |  |  |
| Lista Civica                                 | Gian Piero Scanu         | 13 958               | 46,76 | 2 071        | 7,38   | 2     |    |  |  |
| Partito Sardo d'Azione                       | Gian Piero Scanu         | 13 958               | 46,76 | 961          | 3,42   | 1     |    |  |  |
| Partito della Rifondazione Comunista         | Gian Piero Scanu         | 13 958               | 46,76 | 393          | 1,40   | –     |    |  |  |
| Seggio di coalizione                         | Seggio di coalizione     | Seggio di coalizione | 46,76 | 1            |        |       |    |  |  |
| Totale                                       | Totale                   | 29 853               | 100   |              | 28 069 | 100   | 40 |  |  |
|                                              |                          |                      |       |              |        |       |    |  |  |
| Fonte: Ministero dell'interno                |                          |                      |       |              |        |       |    |  |  |